# Палеопатологія

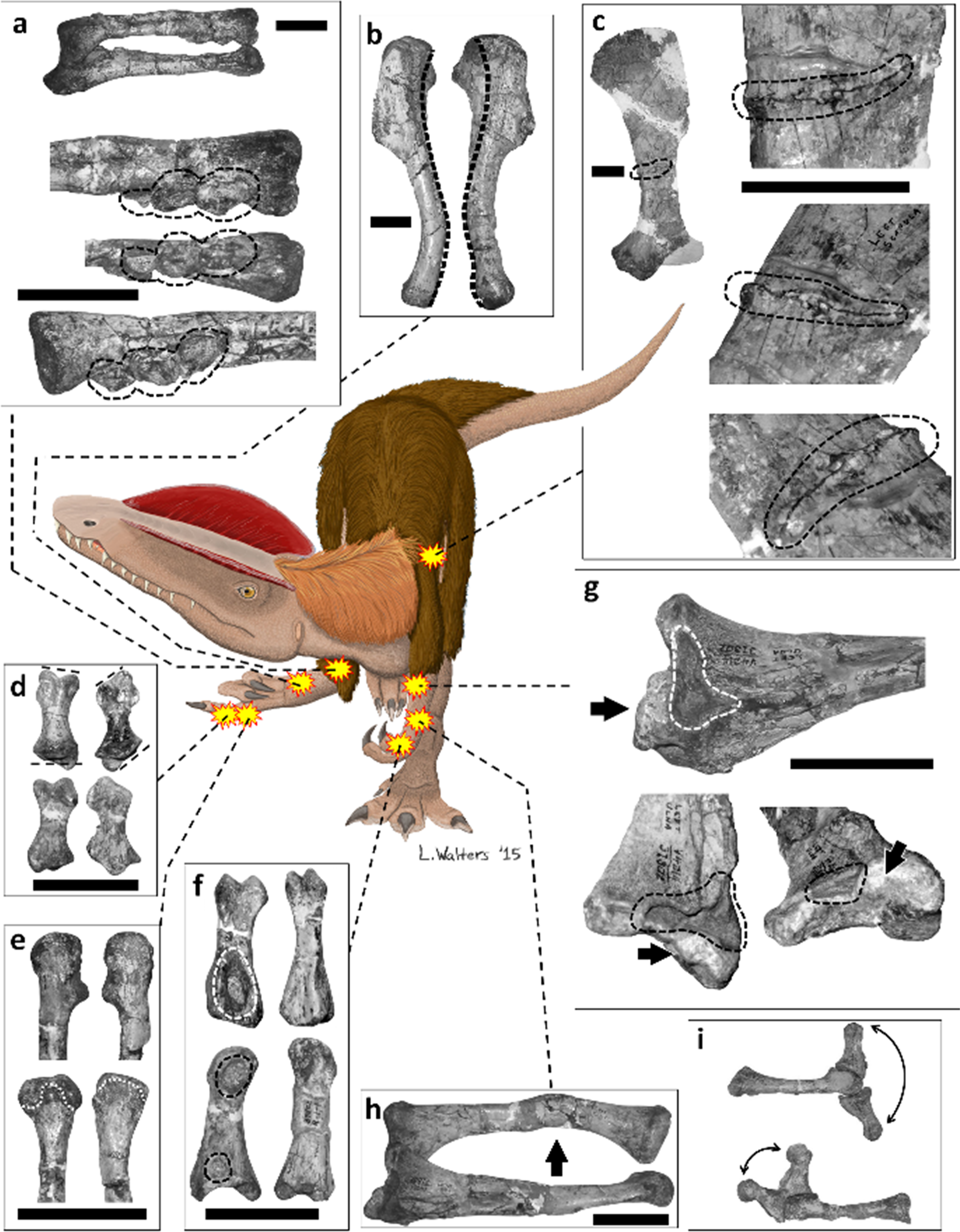
Палеопатології в кістках зразка дилофозавра, зображені на художній реставрації

Палеопатологія (англ. paleopathology, від дав.-гр. παλαιός, palaios — «старий», πάθος, pathos — «досвід» чи «страждання» й -λογία, -logia — «наука») — вивчення древніх хвороб і травм організмів шляхом дослідження скам'янілостей, муміфікованих тканин, скелетних решток та аналізу копролітів. Джерелами у вивченні древніх людських хвороб можуть бути ранні документи, ілюстрації зі старовинних книг, живопис і скульптура минулого. Всі ці матеріали дають інформацію про еволюцію хвороб, а також про те, як минулі цивілізації лікували ці захворювання. Історично дослідження галузі палеопатології були зосереджені на людях, хоча немає жодних доказів того, що людина більш схильна до патологій, ніж будь-яка інша тварина.
Палеопатологія є міждисциплінарною наукою, що означає, що вона охоплює знання з багатьох галузей, включаючи (але не обмежуючись) клінічною патологією, остеологією людини, епідеміологією, соціальною антропологією та археологією. Навряд чи одна людина може вільно володіти всіма необхідними науками. Тому ті дослідники, що отримали підготовку в будь-якій з наведених галузей, є важливими й складають колективне дослідження. Знання з антропології та археології є, мабуть, найбільш важливими, оскільки аналіз людських останків і стародавніх артефактів має першочергове значення для виявлення ранніх захворювань.

## Історія
Хоча суть цього дослідження можна простежити в стародавніх текстах, термін «палеопатологія» не мав особливого поширення до 20-го століття. У цей період збільшилася кількість тематичних досліджень та опублікованих звітів про стародавні хвороби. Стародавні тексти, яким тисячі років, фіксують випадки таких хвороб, як проказа.
Від епохи Відродження до середини 19-го століття все частіше згадували про давні хвороби, спочатку у доісторичних тварин, хоча пізніше почали акцентувати на важливості вивчення стародавніх людських хвороб. Хоча заведено вважати, що палеопатологія людини виникла лише в період між серединою ХІХ століття та Першою світовою війною. У цей період ряд лікарів і антропологів-новаторів, таких як Марк Арманд Руффер, Ґ. Еліот Сміт, Фредерік Вуд Джонс, Дуглас Е. Деррі та Семюель Джордж Шатток, вивчали медичну природу давніх скелетних патологій. Галузь просунулась вперед у період між світовими війнами, коли такі методи, як радіологія, гістологія та серологія стали застосовуватися частіше, покращуючи діагностику та точність завдяки впровадженню статистичного аналізу. Саме з цього моменту можна вважати, що палеопатологія дійсно стала науковою дисципліною. Після Другої світової війни палеопатологію почали розглядати інакше: як важливий інструмент для розуміння минулих популяцій, і саме на цьому етапі дисципліну почали пов'язувати з епідеміологією та демографією. Сьогодні використання біомедичних технологій, таких як ізотопний- та ДНК-аналіз, є важливими зрушеннями у галузі вивчення патологічних захворювань. Нові методи в молекулярній біології також дозволили розширити наші знання про стародавні хвороби, оскільки стало можливим отримувати ДНК зі зразків, яким століття і навіть тисячоліття.

## Хвороби динозаврів

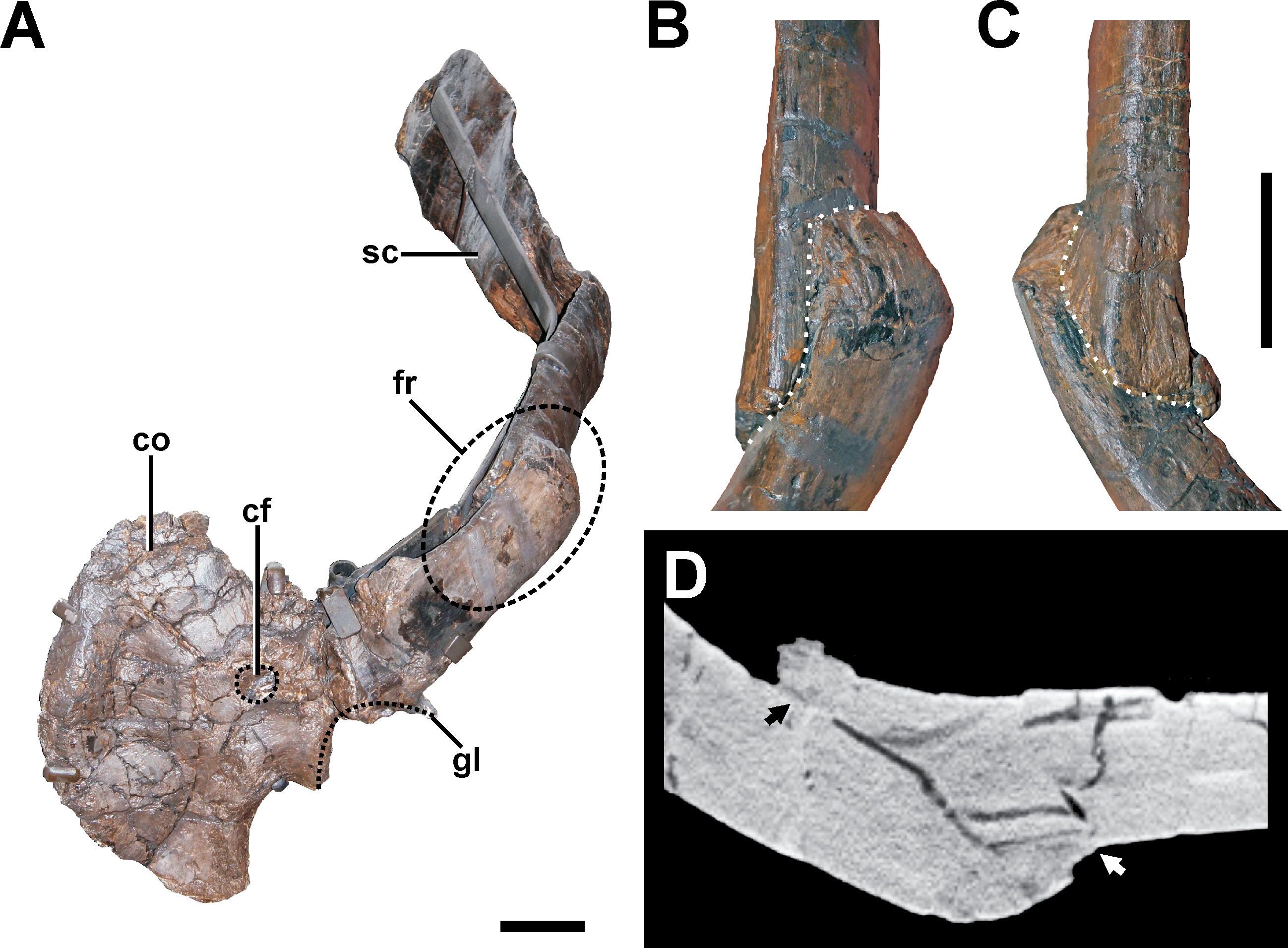
Перелом лопатки алозавра

Вивчення стародавніх хвороб і травматичних ушкоджень дає вченим унікальне розуміння поведінкової екології та фізіології тварин минулого, а також умов, у яких вони жили. Згодом це розуміння може бути використане для реконструкції палеобіології вимерлих видів. Свідоцтва про травми та захворювання широко поширені серед основних груп динозаврів, включно з орнітоподами, цератопсами, тиреофорами, маргіноцефалами, завроподами та тероподами.
Попри те, що діагностика захворювань або травм у викопних зразках є складним завданням, палеонтологи до теперішнього часу виявили широкий спектр патологічних станів у кістках динозаврів, таких як переломи з уповільненим загоєнням, стресові переломи, остеомієліт, сліди укусів або подряпини, травматична ампутація, спондилоартропатія, пухлини, септичний артрит, рак або ріст пухлини, остеосаркома, псевдоартроз або «несправжній суглоб», остеодисплазія, подагра, гістіоцитоз, вікова хвороба відкладення пірофосфату кальцію, судинні паразити, інфекційні захворювання та респіраторні інфекції пташиного типу.
У 2001 році Ральф Е. Молнар опублікував огляд патологій у кістках тероподів, який виявив патологічні ознаки у 21 роді із 10 родин. Патології були виявлені на більшості частин тіла, причому найпоширенішими місцями збережених травм і захворювань були ребра і хвостові хребці. Найменш поширеними ділянками збереженої патології були кістки, що несуть вагу, такі як великогомілкова, стегнова та крижова кістки. Більшість патологій, що збереглися у скам'янілостях тероподів, є залишками травм, але інфекції та вроджені деформації також були задокументовані. Патології рідше зустрічаються у дрібних динозаврів, хоча це може бути пов'язано з тим, що більші кістки відповідно більших тварин, швидше за все, скам'яніють в першу чергу.

## Хвороби давніх людей

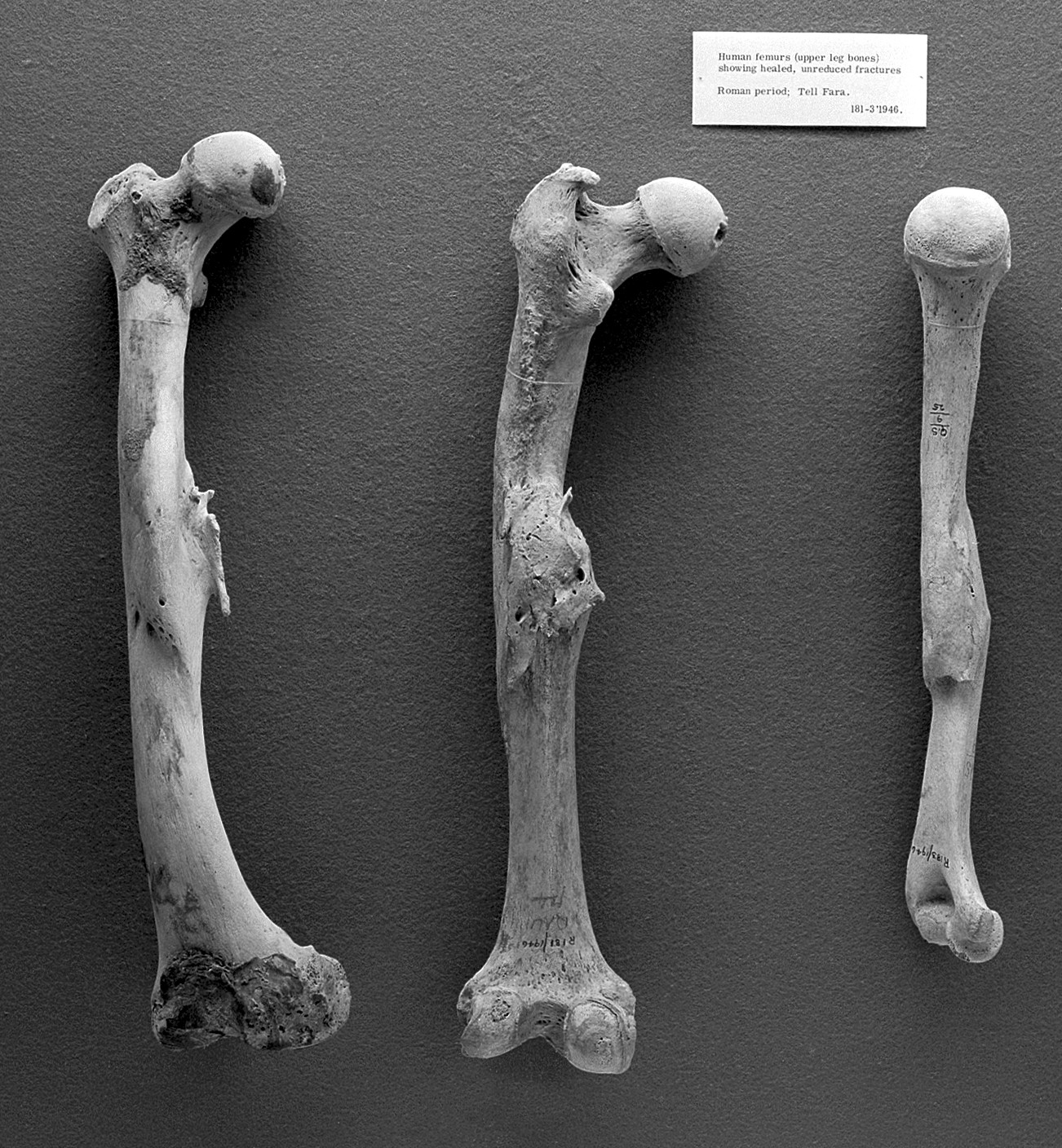
Людські стегнові кістки римського періоду

В археологічному літописі зустрічається чимало хвороб. Завдяки археологічній експертизі ці хвороби можна ідентифікувати, а іноді вони можуть пояснити причину смерті певних осіб. Окрім визначення статі, віку скелета тощо, палеопатолог може проаналізувати стан кісток, щоб визначити, які захворювання можуть бути у людини.
Окрім кісток, молекулярна біологія також використовується як інструмент палеопатології протягом останніх кількох десятиліть, оскільки ДНК може бути відновлена з людських останків, яким сотні років. Оскільки такі методи, як ПЛР, дуже чутливі до контамінації, необхідні ретельна дезінфекція обладнання та протоколи, такі як «суїцидальна» ПЛР, щоб гарантувати, що хибнопозитивні результати від інших матеріалів у лабораторії не виникнуть.
Наприклад, давнє припущення про те, що бубонна чума була причиною чуми Юстиніана і «чорної смерті», було підтверджено знахідкою зразка ДНК Yersinia pestis у масових похованнях, тоді як інша гіпотетична причина, сибірська виразка, у зразках знайдена не була.

## Методи дослідження
Для аналізу скам'янілостей використовуються різні методи залежно від типу знайдених останків. Підхід до палеопатологічних зразків залежить від природи самого зразка (наприклад, кістки, м'які тканини або волосся), його розміру (від мінімальних фрагментів до цілих тіл), ступеня збереження і, що дуже важливо, дозволених маніпуляцій (від неушкодженого зразка, готового до експонування, до абсолютного доступу і свободи проведення будь-якого цінного руйнівного аналізу, включаючи повну аутопсію. Археологи та палеопатологи проводять багато досліджень на кістках. Базова природа кісток дозволяє їм не руйнуватися з часом, як інші людські рештки, що робить остеопатологію важливою у вивченні стародавніх хвороб. Остеопатологія людини класифікується на кілька загальних груп:
- артропатіі — хвороби суглобів
- інфекції
- патології порожнини рота
- травми
- пухлини

Хоча травматичні ушкодження, такі як переломи та деформації кісток, легко помітити, в кістках також можна знайти ознаки інших захворювань, наприклад, інфекційних хвороб, таких як туберкульоз та сифіліс. Артропатії, тобто захворювання суглобів, такі як остеоартрит і подагра, також не рідкість.